# 丘脑
又称视丘，是位于第三脑室两侧属于间脑的脑组织，也是间脑的最大组成部分。丘脑又称背侧丘脑（dorsal thalamus），用以相对于下丘脑、上丘脑、后丘脑、底丘脑，此五者构成了间脑。
英语 thalamus 源自古希腊语 θάλαμος（thálamos）腔室（chamber）之义，此因丘脑中央有第三脑室，即丘脑位于第三脑室两侧并构成其侧壁。
人类丘脑的构造基本上是间脑两侧壁加厚的一对卵圆形灰质团块，此两前后径长的卵球体各长约5.7厘米，关于中矢面对称分布，中间为第三脑室。在30%的人当中，两侧丘脑借由丘脑间黏合有一定程度的连接。

## 功能
除了嗅覺之外，其餘各種感覺訊息都經過視丘，再傳送到大腦皮質。因此，視丘有時被稱為腦的中樞。

## 备注
1. ↑  本条目主要着眼于人类丘脑，和其他非人类的灵长目动物及其它动物可能有细微的差别。